# Солофра
Соло̀фра (на италиански: Solofra; на неаполитански: Sulofra, Сулофра) е град и община в Южна Италия, провинция Авелино, регион Кампания. Разположен е на 400 m надморска височина. Населението на общината е 12 358 души (към 2010 г.).